# Bahnhof Stradella
Der Bahnhof Stradella befindet sich nördlich der Altstadt von Stradella  in Italien. Er wird von der staatlichen Rete Ferroviaria Italiana (RFI) betrieben.
Der Bahnhof liegt an der Bahnstrecke Alessandria–Piacenza, die 1858/59 eröffnet wurde, und ist Ausgangspunkt der 1882 eröffneten Linie Pavia–Stradella.

## Verkehr
| Linie | Verlauf |
| ----- | --- |
| R 34  | Milano Greco Pirelli – Milano Lambrate – Milano Rogoredo – Pavia – San Martino Siccomario-Cava Manara – Bressana Bottarone – Bressana Argine – Pinarolo Po – Barbianello – Broni – Stradella |
| R 41  | Voghera – Casteggio – Santa Giuletta – Broni – Stradella – Arena Po – Castel San Giovanni – Sarmato – Rottofreno – San Nicolò – Piacenza                                                     |